# Округ Нирнбергер Ланд
Округ Нирнбергер Ланд је округ у немачкој држави Баварска. 
Површина округа је 800,1 km². Децембра 2008. имао је 167.274 становника. Има 27 насеља, од којих је седиште управе у месту Лауф на Пегницу. 
Округ обухвата источна предграђа Нирнберга, до планина на истоку. Кроз њега протиче река Пегниц.  